# Danh sách di sản văn hóa Tây Ban Nha được quan tâm ở hạt Anoia (tỉnh Barcelona)
Danh sách di sản văn hóa Tây Ban Nha được quan tâm ở hạt Anoia (tỉnh Barcelona).

## Di tích theo thành phố

### A

#### Argençola(Argençola)
| Tên               | Dạng            | Địa điểm  | Tọa độ                                        | Số hồ sơ tham khảo? | Ngày nhận danh hiệu? | Hình ảnh                             |
| ----------------- | --------------- | --------- | --------------------------------------------- | ------------------- | -------------------- | ------------------------------------ |
| Lâu đài Argensola | Di tích Lâu đài | Argensola | 41°35′52″B 1°26′34″Đ / 41,597912°B 1,44283°Đ  | RI-51-0005178       | 08-11-1988           | Castillo de Argensola · Upload image |
| Lâu đài Clariana  | Di tích Lâu đài | Argensola | 41°35′11″B 1°30′02″Đ / 41,58652°B 1,500502°Đ  | RI-51-0005179       | 08-11-1988           | Castillo de Clariana · Upload image  |
| Tháp Contrast     | Di tích Tháp    | Argensola | 41°34′52″B 1°26′01″Đ / 41,581108°B 1,433557°Đ | RI-51-0005180       | 08-11-1988           | Torre de Contrast · Upload image     |

### B

#### Bellprat
| Tên             | Dạng            | Địa điểm | Tọa độ                                        | Số hồ sơ tham khảo? | Ngày nhận danh hiệu? | Hình ảnh                           |
| --------------- | --------------- | -------- | --------------------------------------------- | ------------------- | -------------------- | ---------------------------------- |
| Lâu đài Queralt | Di tích Lâu đài | Bellprat | 41°30′49″B 1°27′30″Đ / 41,513608°B 1,458375°Đ | RI-51-0005200       | 08-11-1988           | Castillo de Queralt · Upload image |

#### El Bruc(El Bruc)
| Tên                                     | Dạng                                | Địa điểm | Tọa độ                                        | Số hồ sơ tham khảo? | Ngày nhận danh hiệu? | Hình ảnh                                                      |
| --------------------------------------- | ----------------------------------- | -------- | --------------------------------------------- | ------------------- | -------------------- | ------------------------------------------------------------- |
| Lâu đài Guardia                         | Di tích Kiến trúc phòng thủ Lâu đài | Bruch    | 41°36′31″B 1°46′26″Đ / 41,608482°B 1,773777°Đ | RI-51-0005210       | 08-11-1988           | Castillo de Guardia · Upload image                            |
| Monumento para conmemorar Batalla Bruch | Di tích                             | Bruch    | 41°35′01″B 1°46′41″Đ / 41,58349°B 1,777983°Đ  | RI-51-0000130       | 27-02-1914           | Monumento para conmemorar la Batalla del Bruch · Upload image |

### C

#### Cabrera de Igualada(Cabrera d'Anoia)
| Tên                      | Dạng                                | Địa điểm            | Tọa độ                                        | Số hồ sơ tham khảo? | Ngày nhận danh hiệu? | Hình ảnh                                       |
| ------------------------ | ----------------------------------- | ------------------- | --------------------------------------------- | ------------------- | -------------------- | ---------------------------------------------- |
| Lâu đài Cabrera Igualada | Di tích Kiến trúc phòng thủ Lâu đài | Cabrera de Igualada | 41°30′46″B 1°41′42″Đ / 41,512836°B 1,695032°Đ | RI-51-0005214       | 08-11-1988           | Castillo de Cabrera de Igualada · Upload image |

#### Calaf
| Tên                       | Dạng                                    | Địa điểm | Tọa độ                                        | Số hồ sơ tham khảo? | Ngày nhận danh hiệu? | Hình ảnh                                  |
| ------------------------- | --------------------------------------- | -------- | --------------------------------------------- | ------------------- | -------------------- | ----------------------------------------- |
| Casal Ferrera             | Di tích Kiến trúc phòng thủ             | Calaf    | 41°43′33″B 1°29′47″Đ / 41,725941°B 1,496487°Đ | RI-51-0005220       | 08-11-1988           | Casal de Ferrera · Upload image           |
| Lâu đài Calaf             | Di tích Lâu đài                         | Calaf    | 41°44′02″B 1°30′35″Đ / 41,733761°B 1,509657°Đ | RI-51-0005218       | 08-11-1988           | Castillo de Calaf · Upload image          |
| Cổng và Tường thành Calaf | Di tích Kiến trúc phòng thủ Tường thành | Calaf    | 41°44′00″B 1°30′36″Đ / 41,733448°B 1,510089°Đ | RI-51-0005219       | 08-11-1988           | Puerta y Murallas de Calaf · Upload image |

#### Calonge de Segarra
| Tên                     | Dạng            | Địa điểm           | Tọa độ                                        | Số hồ sơ tham khảo? | Ngày nhận danh hiệu? | Hình ảnh                                      |
| ----------------------- | --------------- | ------------------ | --------------------------------------------- | ------------------- | -------------------- | --------------------------------------------- |
| Lâu đài Calonge Segarra | Di tích Lâu đài | Calonge de Segarra | 41°45′51″B 1°28′51″Đ / 41,76419°B 1,48076°Đ   | RI-51-0005229       | 08-11-1988           | Castillo de Calonge de Segarra · Upload image |
| Lâu đài Castelltort     | Di tích Lâu đài | Calonge de Segarra | 41°43′08″B 1°28′07″Đ / 41,719009°B 1,468536°Đ | RI-51-0005231       | 08-11-1988           | Castillo de Castelltort · Upload image        |
| Lâu đài Mirambell       | Di tích Lâu đài | Calonge de Segarra | 41°43′52″B 1°29′21″Đ / 41,731007°B 1,489299°Đ | RI-51-0005230       | 08-11-1988           | Castillo de Mirambell · Upload image          |

#### Castellfollit de Riubregós
| Tên                             | Dạng            | Địa điểm                   | Tọa độ                                        | Số hồ sơ tham khảo? | Ngày nhận danh hiệu? | Hình ảnh                                              |
| ------------------------------- | --------------- | -------------------------- | --------------------------------------------- | ------------------- | -------------------- | ----------------------------------------------------- |
| Lâu đài Castellfollit Riubregós | Di tích Lâu đài | Castellfollit de Riubregós | 41°46′35″B 1°26′13″Đ / 41,776428°B 1,43699°Đ  | RI-51-0005361       | 08-11-1988           | Castillo de Castellfollit de Riubregós · Upload image |
| Nhà thờ Santa María             | Di tích Nhà thờ | Castellfollit de Riubregós | 41°46′49″B 1°26′06″Đ / 41,780331°B 1,434917°Đ | RI-51-0004472       | 18-02-1981           | Iglesia de Santa María · Upload image                 |
| Tháp Ballester                  | Di tích Tháp    | Castellfollit de Riubregós | 41°46′40″B 1°26′08″Đ / 41,777718°B 1,435443°Đ | RI-51-0005362       | 08-11-1988           | Torre del Ballester · Upload image                    |

#### Castellolí
| Tên                | Dạng            | Địa điểm   | Tọa độ                                        | Số hồ sơ tham khảo? | Ngày nhận danh hiệu? | Hình ảnh                              |
| ------------------ | --------------- | ---------- | --------------------------------------------- | ------------------- | -------------------- | ------------------------------------- |
| Lâu đài Castellolí | Di tích Lâu đài | Castellolí | 41°35′19″B 1°42′30″Đ / 41,588593°B 1,708341°Đ | RI-51-0005365       | 08-11-1988           | Castillo de Castellolí · Upload image |

#### Copóns(Copons)
| Tên            | Dạng            | Địa điểm | Tọa độ | Số hồ sơ tham khảo? | Ngày nhận danh hiệu? | Hình ảnh     |
| -------------- | --------------- | -------- | ------ | ------------------- | -------------------- | ------------ |
| Lâu đài Copóns | Di tích Lâu đài | Copóns   |        | RI-51-0005463       | 08-11-1988           | Upload image |

### I

#### Igualada
| Tên                            | Dạng                | Địa điểm | Tọa độ                                        | Số hồ sơ tham khảo? | Ngày nhận danh hiệu? | Hình ảnh                                         |
| ------------------------------ | ------------------- | -------- | --------------------------------------------- | ------------------- | -------------------- | ------------------------------------------------ |
| Nhà thờ Santa María (Igualada) | Di tích Nhà thờ     | Igualada | 41°34′43″B 1°37′05″Đ / 41,578747°B 1,618048°Đ | RI-51-0006924       | 14-12-1992           | Basílica de Santa María · Upload image           |
| Nhà hoang Santiago Sesoliveres | Di tích Nhà thờ     | Igualada | 41°35′13″B 1°35′11″Đ / 41,586842°B 1,586347°Đ | RI-51-0004168       | 15-04-1975           | Ermita de Santiago de Sesoliveres · Upload image |
| Recinto amurallado Igualada    | Di tích Tường thành | Igualada | 41°34′40″B 1°37′03″Đ / 41,577854°B 1,617522°Đ | RI-51-0005505       | 08-11-1988           | Recinto amurallado de Igualada · Upload image    |

### J

#### Jorba
| Tên           | Dạng            | Địa điểm | Tọa độ                                        | Số hồ sơ tham khảo? | Ngày nhận danh hiệu? | Hình ảnh                         |
| ------------- | --------------- | -------- | --------------------------------------------- | ------------------- | -------------------- | -------------------------------- |
| Lâu đài Jorba | Di tích Lâu đài | Jorba    | 41°36′07″B 1°32′45″Đ / 41,602081°B 1,545934°Đ | RI-51-0005506       | 08-11-1988           | Castillo de Jorba · Upload image |

### L

#### La Llacuna
| Tên                         | Dạng                | Địa điểm   | Tọa độ                                        | Số hồ sơ tham khảo? | Ngày nhận danh hiệu? | Hình ảnh                                       |
| --------------------------- | ------------------- | ---------- | --------------------------------------------- | ------------------- | -------------------- | ---------------------------------------------- |
| Lâu đài Mas Martí           | Di tích Lâu đài     | La Llacuna | 41°29′02″B 1°33′36″Đ / 41,483855°B 1,55994°Đ  | RI-51-0005510       | 08-11-1988           | Castillo de Mas Martí · Upload image           |
| Lâu đài Vilademager         | Di tích Lâu đài     | La Llacuna | 41°28′22″B 1°33′01″Đ / 41,472809°B 1,550276°Đ | RI-51-0005507       | 08-11-1988           | Castillo de Vilademager · Upload image         |
| Los Castellots              | Di tích             | La Llacuna | 41°29′03″B 1°33′31″Đ / 41,484213°B 1,558596°Đ | RI-51-0005509       | 08-11-1988           | Upload image                                   |
| Recinto tăng cường (Salada) | Di tích Tường thành | La Llacuna | 41°28′22″B 1°31′57″Đ / 41,472645°B 1,532539°Đ | RI-51-0005508       | 08-11-1988           | Recinto fortificado (La Salada) · Upload image |
| Roca Roja                   | Khu khảo cổ         | La Llacuna |                                               | RI-55-0000329       | 16-10-1991           | Upload image                                   |

#### La Pobla de Claramunt
| Tên               | Dạng            | Địa điểm              | Tọa độ                                        | Số hồ sơ tham khảo? | Ngày nhận danh hiệu? | Hình ảnh                             |
| ----------------- | --------------- | --------------------- | --------------------------------------------- | ------------------- | -------------------- | ------------------------------------ |
| Lâu đài Claramunt | Di tích Lâu đài | La Pobla de Claramunt | 41°33′18″B 1°40′10″Đ / 41,554951°B 1,669398°Đ | RI-51-0005593       | 08-11-1988           | Castillo de Claramunt · Upload image |

### M

#### Masquefa
| Tên              | Dạng            | Địa điểm | Tọa độ                                        | Số hồ sơ tham khảo? | Ngày nhận danh hiệu? | Hình ảnh     |
| ---------------- | --------------- | -------- | --------------------------------------------- | ------------------- | -------------------- | ------------ |
| Lâu đài Masquefa | Di tích Lâu đài | Masquefa | 41°30′33″B 1°48′31″Đ / 41,509105°B 1,808685°Đ | RI-51-0005537       | 08-11-1988           | Upload image |

#### Montmaneu
| Tên            | Dạng            | Địa điểm  | Tọa độ                                        | Số hồ sơ tham khảo? | Ngày nhận danh hiệu? | Hình ảnh                             |
| -------------- | --------------- | --------- | --------------------------------------------- | ------------------- | -------------------- | ------------------------------------ |
| Lâu đài Riquer | Di tích Lâu đài | Montmaneu | 41°36′20″B 1°23′31″Đ / 41,605453°B 1,392072°Đ | RI-51-0005553       | 08-11-1988           | Upload image                         |
| Tháp Panadella | Di tích Tháp    | Montmaneu | 41°37′10″B 1°24′07″Đ / 41,61935°B 1,401957°Đ  | RI-51-0005552       | 08-11-1988           | Torre de la Panadella · Upload image |

### O

#### Òdena(Òdena)
| Tên           | Dạng            | Địa điểm | Tọa độ                                        | Số hồ sơ tham khảo? | Ngày nhận danh hiệu? | Hình ảnh                         |
| ------------- | --------------- | -------- | --------------------------------------------- | ------------------- | -------------------- | -------------------------------- |
| Lâu đài Ódena | Di tích Lâu đài | Ódena    | 41°36′22″B 1°38′22″Đ / 41,605988°B 1,639326°Đ | RI-51-0005563       | 17-12-1992           | Castillo de Ódena · Upload image |

#### Orpí
| Tên          | Dạng            | Địa điểm | Tọa độ                                        | Số hồ sơ tham khảo? | Ngày nhận danh hiệu? | Hình ảnh                        |
| ------------ | --------------- | -------- | --------------------------------------------- | ------------------- | -------------------- | ------------------------------- |
| Lâu đài Orpí | Di tích Lâu đài | Orpí     | 41°31′08″B 1°34′32″Đ / 41,518791°B 1,575454°Đ | RI-51-0005578       | 08-11-1988           | Castillo de Orpí · Upload image |

### P

#### Piera
| Tên                                            | Dạng            | Địa điểm | Tọa độ                                        | Số hồ sơ tham khảo? | Ngày nhận danh hiệu? | Hình ảnh                              |
| ---------------------------------------------- | --------------- | -------- | --------------------------------------------- | ------------------- | -------------------- | ------------------------------------- |
| Lâu đài Freixe                                 | Di tích Lâu đài | Piera    | 41°28′49″B 1°44′27″Đ / 41,480328°B 1,740957°Đ | RI-51-0005589       | 08-11-1988           | Castillo de Freixe · Upload image     |
| Lâu đài Ventosa (Castellet hay Lâu đài Bedorc) | Di tích Lâu đài | Piera    | 41°30′06″B 1°43′59″Đ / 41,501804°B 1,733055°Đ | RI-51-0005590       | 08-11-1988           | Castillo de la Ventosa · Upload image |
| Lâu đài Piera (Lâu đài Fontanet)               | Di tích Lâu đài | Piera    | 41°30′57″B 1°44′30″Đ / 41,515949°B 1,741663°Đ | RI-51-0005588       | 08-11-1988           | Castillo de Piera · Upload image      |

#### Prats del Rey(Els Prats de Rei)
| Tên                 | Dạng            | Địa điểm      | Tọa độ                                        | Số hồ sơ tham khảo? | Ngày nhận danh hiệu? | Hình ảnh                               |
| ------------------- | --------------- | ------------- | --------------------------------------------- | ------------------- | -------------------- | -------------------------------------- |
| Lâu đài Puigdemager | Di tích Lâu đài | Prats del Rey | 41°43′38″B 1°33′01″Đ / 41,72736°B 1,550241°Đ  | RI-51-0002389       | 21-02-1989           | Castillo de Puigdemager · Upload image |
| Tháp Manresana      | Di tích Tháp    | Prats del Rey | 41°41′48″B 1°33′07″Đ / 41,696758°B 1,552049°Đ | RI-51-0005603       | 08-11-1988           | Torre de la Manresana · Upload image   |

#### Pujalt(Els Prats de Rei)
| Tên                  | Dạng                                | Địa điểm | Tọa độ                                        | Số hồ sơ tham khảo? | Ngày nhận danh hiệu? | Hình ảnh                                |
| -------------------- | ----------------------------------- | -------- | --------------------------------------------- | ------------------- | -------------------- | --------------------------------------- |
| Lâu đài Conill       | Di tích Lâu đài                     | Pujalt   | 41°43′33″B 1°27′39″Đ / 41,725906°B 1,460881°Đ | RI-51-0005611       | 08-11-1988           | Upload image                            |
| Lâu đài Guardapilosa | Di tích Kiến trúc phòng thủ Lâu đài | Pujalt   | 41°42′30″B 1°28′17″Đ / 41,708375°B 1,471471°Đ | RI-51-0005609       | 08-11-1988           | Castillo de Guardapilosa · Upload image |
| Lâu đài Montesquiu   | Di tích Lâu đài                     | Pujalt   | 41°41′39″B 1°25′30″Đ / 41,694073°B 1,424883°Đ | RI-51-0005610       | 08-11-1988           | Castillo de Montesquiu · Upload image   |
| Lâu đài Pujalt       | Di tích Lâu đài                     | Pujalt   | 41°43′03″B 1°25′14″Đ / 41,717518°B 1,42065°Đ  | RI-51-0005607       | 08-11-1988           | Upload image                            |
| Cổng và Tường Pujalt | Di tích Tường thành                 | Pujalt   | 41°43′00″B 1°25′17″Đ / 41,716679°B 1,421375°Đ | RI-51-0005608       | 08-11-1988           | Upload image                            |

### R

#### Rubió
| Tên            | Dạng            | Địa điểm | Tọa độ                                       | Số hồ sơ tham khảo? | Ngày nhận danh hiệu? | Hình ảnh                         |
| -------------- | --------------- | -------- | -------------------------------------------- | ------------------- | -------------------- | -------------------------------- |
| Lâu đài Ardesa | Di tích Lâu đài | Rubió    | 41°38′07″B 1°34′52″Đ / 41,635171°B 1,58101°Đ | RI-51-0005621       | 08-11-1988           | Upload image                     |
| Lâu đài Rubió  | Di tích Lâu đài | Rubió    | 41°38′42″B 1°34′13″Đ / 41,645°B 1,57025°Đ    | RI-51-0005620       | 08-11-1988           | Castillo de Rubió · Upload image |

### S

#### Salavinera(Sant Pere Sallavinera)
| Tên               | Dạng                                | Địa điểm   | Tọa độ                                        | Số hồ sơ tham khảo? | Ngày nhận danh hiệu? | Hình ảnh                                |
| ----------------- | ----------------------------------- | ---------- | --------------------------------------------- | ------------------- | -------------------- | --------------------------------------- |
| Lâu đài Boixadors | Di tích Kiến trúc phòng thủ Lâu đài | Salavinera | 41°46′14″B 1°34′29″Đ / 41,770438°B 1,574714°Đ | RI-51-0005670       | 08-11-1988           | Castillo de Boixadors · Upload image    |
| Lâu đài Llavinera | Di tích Kiến trúc phòng thủ Lâu đài | Salavinera | 41°44′08″B 1°33′19″Đ / 41,735683°B 1,55522°Đ  | RI-51-0005671       | 08-11-1988           | Castillo de la Llavinera · Upload image |

#### San Martín de Tous(Sant Martí de Tous)
| Tên             | Dạng            | Địa điểm           | Tọa độ                                        | Số hồ sơ tham khảo? | Ngày nhận danh hiệu? | Hình ảnh                        |
| --------------- | --------------- | ------------------ | --------------------------------------------- | ------------------- | -------------------- | ------------------------------- |
| Lâu đài Roqueta | Di tích Lâu đài | San Martín de Tous | 41°31′43″B 1°29′05″Đ / 41,528629°B 1,484798°Đ | RI-51-0005657       | 08-11-1988           | Upload image                    |
| Lâu đài Tous    | Di tích Lâu đài | San Martín de Tous | 41°33′34″B 1°31′32″Đ / 41,559406°B 1,525423°Đ | RI-51-0005656       | 08-11-1988           | Castillo de Tous · Upload image |

#### San Martín Sasgayolas(Sant Martí Sesgueioles)
| Tên                               | Dạng                | Địa điểm              | Tọa độ                                        | Số hồ sơ tham khảo? | Ngày nhận danh hiệu? | Hình ảnh     |
| --------------------------------- | ------------------- | --------------------- | --------------------------------------------- | ------------------- | -------------------- | ------------ |
| Lâu đài Vilallonga                | Di tích Lâu đài     | San Martín Sasgayolas | 41°42′08″B 1°30′28″Đ / 41,70233°B 1,50787°Đ   | RI-51-0005654       | 08-11-1988           | Upload image |
| Tường thành San Martín Sasgayolas | Di tích Tường thành | San Martín Sasgayolas | 41°42′09″B 1°29′17″Đ / 41,702545°B 1,488087°Đ | RI-51-0005655       | 08-11-1988           | Upload image |

#### Santa Margarida de Montbui(Santa Margarida de Montbui)
| Tên                                  | Dạng            | Địa điểm                   | Tọa độ                                        | Số hồ sơ tham khảo? | Ngày nhận danh hiệu? | Hình ảnh                           |
| ------------------------------------ | --------------- | -------------------------- | --------------------------------------------- | ------------------- | -------------------- | ---------------------------------- |
| Lâu đài Montbuy (Lâu đài Tossa)      | Di tích Lâu đài | Santa Margarita de Montbuy | 41°33′19″B 1°34′47″Đ / 41,555206°B 1,579858°Đ | RI-51-0005693       | 08-11-1988           | Castillo de Montbuy · Upload image |
| Lâu đài Ocelló (Lâu đài Saio)        | Di tích Lâu đài | Santa Margarita de Montbuy | 41°34′39″B 1°33′44″Đ / 41,577617°B 1,562328°Đ | RI-51-0005695       | 08-11-1988           | Upload image                       |
| Nhà Grande (Edificación Fortificada) | Di tích Lâu đài | Santa Margarita de Montbuy | 41°33′24″B 1°36′20″Đ / 41,556709°B 1,605591°Đ | RI-51-0005694       | 08-11-1988           | La Casa Grande · Upload image      |

#### Santa María de Miralles(Santa Maria de Miralles)
| Tên                                     | Dạng            | Địa điểm                | Tọa độ                                        | Số hồ sơ tham khảo? | Ngày nhận danh hiệu? | Hình ảnh                            |
| --------------------------------------- | --------------- | ----------------------- | --------------------------------------------- | ------------------- | -------------------- | ----------------------------------- |
| Lâu đài Miralles (Santa María Miralles) | Di tích Lâu đài | Santa María de Miralles | 41°31′07″B 1°31′05″Đ / 41,518696°B 1,518189°Đ | RI-51-0005703       | 08-11-1988           | Castillo de Miralles · Upload image |

### T

#### Torre de Claramunt(La Torre de Claramunt)
| Tên                    | Dạng            | Địa điểm           | Tọa độ                                        | Số hồ sơ tham khảo? | Ngày nhận danh hiệu? | Hình ảnh                                      |
| ---------------------- | --------------- | ------------------ | --------------------------------------------- | ------------------- | -------------------- | --------------------------------------------- |
| Lâu đài Tháp Claramunt | Di tích Lâu đài | Torre de Claramunt | 41°32′02″B 1°39′30″Đ / 41,533974°B 1,658198°Đ | RI-51-0005745       | 08-11-1988           | Castillo de Torre de Claramunt · Upload image |

### V

#### Veciana
| Tên                                           | Dạng            | Địa điểm | Tọa độ                                        | Số hồ sơ tham khảo? | Ngày nhận danh hiệu? | Hình ảnh     |
| --------------------------------------------- | --------------- | -------- | --------------------------------------------- | ------------------- | -------------------- | ------------ |
| Lâu đài Montfalcó Gros                        | Di tích Lâu đài | Veciana  | 41°39′27″B 1°27′15″Đ / 41,657528°B 1,454124°Đ | RI-51-0005757       | 08-11-1988           | Upload image |
| Lâu đài Segur                                 | Di tích Lâu đài | Veciana  | 41°41′00″B 1°28′08″Đ / 41,683224°B 1,468914°Đ | RI-51-0005758       | 08-11-1988           | Upload image |
| Lâu đài Veciana                               | Di tích Lâu đài | Veciana  | 41°39′22″B 1°29′17″Đ / 41,656223°B 1,488151°Đ | RI-51-0005756       | 08-11-1988           | Upload image |
| Molinos Segur hay Roda (Edificio fortificado) | Di tích         | Veciana  | 41°40′53″B 1°30′04″Đ / 41,681366°B 1,501058°Đ | RI-51-0005759       | 08-11-1988           | Upload image |